# 放課後学生タウン
放課後学生タウン（ほうかごがくせいたうん）とは、ウェブ上に存在する大手の老舗チャットポータルサイトである。
1997年頃に創設されたが現在は低迷。一時閉鎖したが現在は有志により復活している。

## 歴史

### 創設当時
創設当時から30部屋以上で構成する大手ゆいちゃっと系cgiのチャットサイトとして活動しており多種多様の掲示板も設置していた。当時のアクセス数は20,000～30,000アクセスを記録しており、すべての部屋に10人以上の参加者が見られることもあった。しかし、アクセス数が多い事から来る荒らし行為、並びにゆいちゃと系cgiで多く見られた裏入りによる荒らし行為が活発になりサイトに被害を与えるようになった。その為、管理人によってゆいちゃっと系cgiが廃止。新しくcomchat系cgi実装へと変わったが、アクセスは激減した。

### 現在
管理人の活動も見られず半ば放置状態で運営活動がなされていて2009年頃に閉鎖したが、2013年現在有志によって復活している。

## 管理人
- 1997年頃 - 創設者みすちーによって運営が開始される。
- 2004年頃 - SisterKが荒らし勢力に対抗するためcgiのmethodをGETからPOSTに変更。
- 2005年頃 - SisterKによって、ゆいちゃっと系cgiの仕様を廃止。comchat系cgiへと変わる。
- 2009年頃 - 閉鎖。
- 2013年頃 - 新管理人けいた＠によって復活する。